# Hare
Els Hare o Kawchodinne són una tribu de parla na-dené el nom de la qual volia dir "gent de les grans llebres", raó per la qual els britànics els anomenaren hare (lleure). Se sotsdividien en cinc tribus: Nigottine, Katagottine, Katchogottine, Satchotugottine, Nellagottine i Kfwetragottine.

## Localització
Vivien als marges dels rius Mackenzie, Anderson, McFarlane i el llac Great Bear (Territori del Nord-oest).

## Demografia
El 1858 foren comptats 457 individus. El 1950 sumaven 1.600 amb els dogrib, cap al 1970 els calculaven en 700 individus, però el 1990 eren uns 1.400 indis.
Segons el cens canadenc del 2000, eren 2.326 al Territori de Nord-oest, repartits a les reserves de Fort Good Hope (801 h), Behdzi Ahda" (127 h), Fort Franklin (550 h) i Deline (885 h).

## Costums
Reberen el seu nom perquè les llebres àrtiques eren llur principal font d'alimentació, suplementada amb una dieta de peix. Actualment treballen com a trampers, viatjants i pellissers per a la Hudson Bay Company, la qual dominava econòmicament llur territori.
De les llebres també en treien les pells per a vestir, encara que preferien les pells de caribú, del qual n'eren d'alguna manera infructuosos caçadors. Es distingien per certa timidesa, reclusivitat i per tenir por de llurs inuit i d'altres tribus nadené.
Es dividien en nombroses bandes independents; la seva organització social era molt senzilla, i la seva cultura és molt semblant a la dels etchaottine o slaves.

## Història
La seva història és similar a la de les altres tribus del Territori del Nord-oest. El 1826 els comerciants de la Hudson Bay Company fundaren Fort Good Hope al seu territori. Des del 1850 van vendre armes als inuvialuit, inuits veïns. El 1866, però, el comerç hi va decaure en agafar els blancs rutes alternatives per Fort Anderson. Molts d'ells es barrejaren amb els kutxin.
Louis Ayah (m. 1940) fou un poderós sanador i profeta, i va advertir sovint de la contaminació de les aigües del Great Bear Lake, i fins i tot el 1880 va pronosticar l'ús de la bomba atòmica amb urani.